# Flackarps mölla
Flackarps mölla is een plaats in de gemeente Staffanstorp in het Zweedse landschap Skåne en de provincie Skåne län. De plaats heeft 93 inwoners (2005) en een oppervlakte van 4 hectare. Flackarps mölla wordt omringd door akkers. In de plaats staat een molen en de kerk Flackarps kyrka de oudste delen van deze kerk stammen uit de 12de eeuw. De stad Lund ligt net ten noorden van het dorp.

## Verkeer en vervoer
Bij de plaats lopen de E22 en Länsväg 108.